# Émergence (roman)
Pour les articles homonymes, voir Émergence.
Émergence est un roman de science-fiction écrit par Peter F. Hamilton, dont l'action se déroule au XXVIIe siècle dans l’univers de la Confédération. Le roman original, The Reality Dysfunction, (Rupture dans le réel en Français), a été découpé en deux volumes dans sa version brochée, Émergence en est la première partie. La version au format poche a été découpée en trois volumes dans sa parution française ; Émergence en constitue le deuxième volume, après Genèse.

## Contexte
Au XXVIIe siècle l'humanité est divisée en deux populations :
- Les édénistes qui ont un gêne d'affinité qui leur permet de communiquer et d'être en affinité avec les autres édénistes et avec les intelligences artificielles de leur habitat biotek ou de leurs vaisseaux spatiaux, les faucons. Les édénistes vivent dans l'espace, principalement dans leurs habitats biotek autour des géantes gazeuses. L'extraction de l'Helium-3 et le commerce interstellaire assurent leur prospérité. Leur sociétés démocratiques et égalitaires sont hautement prospères. Avant leur mort les édénistes transfèrent leur esprit dans l'intelligence de leur habitat, ce qui leur donne une forme d'immortalité
- Les adamistes, constituent la plus importante part de l'humanité, ils refusent pour des raisons religieuses, le gêne d'affinité. Ils ont gardé leur origine ethnique des siècles passés, même si leur activité au sein de la confédération de centaines de planètes a remplacé les anciennes nations par des états-planètes. la surpopulation de la Terre a conduit les adamistes à émigrer vers d'autres mondes pour y mener des destins de colons.

Adamistes et Édénistes sont alliés au sein de la Confédération, dont les Forces spatiales, maintiennent un ordre précaire entre des planètes dont la rivalité peut amener à des guerres locales, et pour lutter contre les pirates et les mercenaires affrétés par les compagnies qui tirent profit de ces guerres en trafiquant l'anti-matière.

## Principaux personnages par ordre d'apparition
- Docteur Alkad Mzu, physicienne originaire de Garissa, à l'origine de l'Alchimiste.
- Athéna, capitaine édéniste, en affinité avec son faucon Iasius.
- Meyer, capitaine adamiste du gerfaut Udal
- Syrinx, fille d'Athéna, en affinité avec son faucon Œnone, Œnone est née de Iasius et Udal.
- Joshua Calvert, récupérateur d'artéfact Laymil, voudrait remettre en état le vaisseau spatial de son père, le Lady Macbeth.
- Quinn Dexter, jeune voyou adepte de la secte du Frère de Lumière, originaire de la Terre et déporté sur Lalonde;
- Gerald Skibbow, colon sur Lalonde et sa fille Marie, à l'adolescence difficile.
- Ruth Hilton, pionnière sur Lalonde avec sa fille Jay.
- Père Horst Elwes, religieux chrétien accompagnant les colons sur Lalonde.
- Ralph Hiltch, responsable sur Lalonde de l'Agence de Sécurité Extérieure (ASE) du royaume de Kula.
- Jenny Harris, jeune inspectrice de l'ASE en poste sur Lalonde
- Ione Saldana, petite fille de Michael Saldana, seigneur de Tranquillité.
- Erik Thakrar, jeune agent de la confédération chargé d'infiltrer le milieu des trafiquants d'antimatière.
- Laton, ancien édéniste, devenu un paria en quête d'immortalité, réfugié avec sa famille sur Lalonde.
- Louise Kravanagh, fille d'un riche propriétaire terrien de Norflok.

## Extraterrestres
- Les Ly-cilphes
- Les Laymils ont mystérieusement disparus, ne laissant derrière eux que des artéfacts autour de la planète géante gazeuse Michusko
- Les Kiints, à la technologie avancée sont peu nombreux.

## Planètes et habitats
- Garissa, planète détruite en 2581 par des bombes à antimatière lâchées par des mercenaires à solde d'Omuta, à la suite d'une  dispute entre les deux planètes pour des ressources minières.
- Tranquillité est l'habitat biotek créé par Michael Saldana pour étudier les artefacts de l'anneau Ruine de la planète géante gazeuse Michusko
- Lalonde, planète au climat tropical nouvellement colonisée. Durringham, la capitale est la seule ville de la planète
- Atlantis, est la seule planète colonisée par les édénistes, elle est entièrement recouverte par un océan. Les habitats édénistes sont des îles flottantes.
- Norfolk, planète au mode de vie victorien, où sont cultivées les roses pleureuses, qui produisent la boisson très recherchée des Larmes de Norfolk.
- Nouvelle-Californie, système planétaire comptant de nombreux astéroïdes industriels dont certains destinés à la production d'armement.